# José Rodríguez Vázquez
Pour les articles homonymes, voir José Rodríguez et Rodríguez.
José Rodríguez Vázquez, plus connu sous le nom de Pepe Rodríguez (1889-1972), est un footballeur espagnol des années 1910 qui jouait au poste d'avant-centre.

## Biographie
Pepe Rodríguez commence sa carrière en 1907 dans un club de sa ville natale, le FC Vigo, puis au Fortuna Vigo en 1908. Ces deux clubs fusionnent plus tard pour former le Celta de Vigo. En 1910, il est recruté par le FC Barcelone. À peine arrivé, il joue la finale de la Coupe des Pyrénées. Il marque le but de la victoire face à la Real Sociedad. Jusqu'en 1912, il joue un total de 62 matchs et marque 59 buts. Il remporte deux Coupes des Pyrénées, deux Coupes d'Espagne et deux championnats de Catalogne. Il est capitaine lors de sa dernière saison au Barça.
Il part en Amérique du Sud vivre en Argentine jusqu'en 1922 puis au Chili jusqu'à sa mort en 1972,,,,. Un maillot du Barça ayant appartenu à Pepe Rodríguez est donné au Musée du FC Barcelone par un des petit-fils du joueur. Avec plus de 100 ans d'ancienneté, il s'agit du maillot le plus ancien conservé au Musée.

## Palmarès
- Vainqueur de la Coupe d'Espagne en 1910 et 1912
- Vainqueur du championnat de Catalogne en 1910 et 1911
- Vainqueur de la Coupe des Pyrénées en 1910, 1911 et 1912